# Нюстедт, Кнут
Кнут Ню́стедт (норв. Knut Nystedt; 3 сентября 1915, Кристиания, ныне Осло, Норвегия — 8 декабря 2014, там же) — норвежский композитор, органист и дирижёр.

## Биография
Брал уроки у Аарона Копленда. В 1946—1982 годах служил органистом в церкви. Много концертировал. В 1950—1990-е годы руководил хоровым коллективом «Det Norske Solistkor». В 1964—1985 годах преподавал хоровое дирижирование в Университете Осло.
В 1966 году стал командором Ордена Святого Олафа.

## Сочинения
- A hymn of human rights, op. 95 for mixed choir, organ and percussion
- A song as in the night, op. 149 for soli, chorus, flute, strings and percussion
- Apocalypsis Joannis, op. 155, symphony for soli, chorus and orchestra
- Adoro te, op. 107, for mixed choir (SSAATTBB) a cappella
- Landstad-kantate, op. 27 for mezzo-soprano, baritone, SATB chorus and organ
- All the Ways of a Man for mixed choir (SATB) a cappella
- Astri, mi Astri, Norwegian folk songs for mixed choir
- Christmas Carols, for mixed choir and watches
- Concerto Arctandriae, op. 128 for strings
- Concerto for Horn and Orchestra, op. 114
- Concerto Grosso, op. 17b for three trumpets and organ/piano
- Concerto Sacro, op. 137 for violin and organ
- Apocalypsis Joannis, op. 155, symphony for soli, chorus and orchestra
- Festival Overture, op. 25
- Exultate, op. 74
- Le verbe eternel, op. 133
- Prélude Héroïque, op. 123
- Resurrexit, op.68
- Suite d’orgue, op. 84
- Toccata, op. 9
- Tu es Petrus
- Two Organ Pieces (from Apocalypsis Joannis, op. 155)
  - Amazing Grace
  - Beati
- Variasjoner over folketonen «Med Jesus vil eg fara», op. 4
- Veni Creator Spiritus Partita, op. 75
- Immortal Bach (1988, на материале духовной песни Баха «Komm süßer Tod», BWV 478) для пяти 4-голосных хоров